# Stazione meteorologica di Partinico
La stazione meteorologica di Partinico è la stazione meteorologica di riferimento relativa alla località di Partinico.

## Coordinate geografiche
La stazione meteo si trova nell'Italia insulare, in Sicilia, in provincia di Palermo, nel comune di Partinico, a 189 metri s.l.m. e alle coordinate geografiche 38°03′N 13°08′E.

## Dati climatologici
In base alla media trentennale di riferimento 1961-1990, la temperatura media del mese più freddo, gennaio, si attesta a +11,2 °C; quella dei mesi più caldi, luglio e agosto, è di +27,7 °C .
| Partinico          | Mesi | Mesi | Mesi | Mesi | Mesi | Mesi | Mesi | Mesi | Mesi | Mesi | Mesi | Mesi | Stagioni | Stagioni | Stagioni | Stagioni | Anno |
| Partinico          | Gen  | Feb  | Mar  | Apr  | Mag  | Giu  | Lug  | Ago  | Set  | Ott  | Nov  | Dic  | Inv      | Pri      | Est      | Aut      | Anno |
| ------------------ | ---- | ---- | ---- | ---- | ---- | ---- | ---- | ---- | ---- | ---- | ---- | ---- | -------- | -------- | -------- | -------- | ---- |
| T. max. media (°C) | 14,2 | 15,4 | 17,8 | 20,7 | 25,3 | 29,8 | 32,8 | 32,7 | 29,3 | 24,5 | 19,7 | 16,0 | 15,2     | 21,3     | 31,8     | 24,5     | 23,2 |
| T. min. media (°C) | 8,3  | 8,1  | 9,7  | 11,9 | 15,4 | 19,6 | 22,6 | 22,6 | 20,0 | 16,0 | 12,4 | 9,2  | 8,5      | 12,3     | 21,6     | 16,1     | 14,7 |